# Gryne marginalis
Gryne marginalis is een hooiwagen uit de familie Cosmetidae.